# Oleksandr Michoula
Oleksandr Michoula (ukrainien : Олександр Геннадійович Мішула), né le 18 avril 1992, à Dnipropetrovsk, en Ukraine, est un joueur ukrainien de basket-ball. Il évolue au poste d'arrière.